# سامي أحمد خالد
سامى أحمد خالد هو أستاذ العقاقير السودانية في جامعة العلوم والتكنولوجيا.

## التعليم والبحث
ولد خالد في أم درمان، السودان. حصل على درجتي البكالوريوس والماجستير في العقاقير من جامعة Szeged بين عامي 1968 و 1974. عاد إلى السودان والتحق بقسم العقاقير بجامعة الخرطوم عام 1977 كمساعد تدريس.
بدأ خالد درجة الدكتوراه في الفلسفة عام 1979 في قسم الكيمياء الصيدلية بجامعة ستراثكلايد وانتهى عام 1982. ثم عاد مرة أخرى إلى السودان والتحق بقسم العقاقير بجامعة الخرطوم كأستاذ مساعد. أصبح أستاذًا مشاركًا في عام 1985، وحصل على زمالة ألكسندر فون هومبولت من قسم الكيمياء الإنشائية، جامعة الرور، بوخوم، في عام 1987. عاد لاحقًا إلى السودان ليصبح أستاذًا بجامعة الخرطوم في عام 1992.
أصبح خالد عميد كلية الصيدلة بين عامي 1992 و 1994. اعتبارًا من نوفمبر 2022، أصبح خالد عميد كلية الصيدلة بجامعة العلوم والتكنولوجيا (السودان).
خالد مستشار علمي للمؤسسة الدولية للعلوم (IFS).

## الجوائز والتكريم
تم انتخاب خالد زميلًا في منظمة الصحة العالمية، وزميلًا في الأكاديمية الأفريقية للعلوم (FAAS) في عام 2014، وزميلًا في أكاديمية الكلمة للعلوم (FTWAS) في عام 2018.

## منشورات مختارة
- توماس يورغن شميدت، سامي خالد، إيه جيه رومانا، تانيا ماريا دي ألميدا ألفيس، مايك ويبر بيافاتي، ريتو برون، إف بي دا كوستا، سولانج ليسبوا دي كاسترو، فيتور فرانسيسكو فيريرا، إم في جي دي لاكيردا، جي إتش لاغو، إل إل ليون، نوربرتو بيبورين لوبيز، آر سي داس نيفيس أموريم، مايكل نيهيس، إيفيدايو فيكتور أوجونجب، أدريان مارتن بوهليت، ماركوس توليوس سكوتي، ويليام إن سيتزر، سويرو إم دي إن سي، ماريو ستينديل، أندريه جوستافو تيمبون (2012). إمكانات المستقلبات الثانوية من النباتات كأدوية أو تؤدي ضد الأمراض المهملة من الأوالي - الجزء الثاني، نسخة محفوظة 14 أبريل 2024 على موقع واي باك مشين. العملة. ميد. تشيم، 19:14 2128-2175.
- سامي خالد، هيلموت دودك، مانويل غونزاليس سييرا (1989/9). عزل وتوصيف العامل المضاد للملاريا لشجرة النيم Azadirachta indica. مجلة المنتجات الطبيعية 52: 5922-927.
- سامي خالد، عاصم فاروق، تيموثي جي جيري، جيمس بي جنسن (1986/2/1). مضادات الملاريا المحتملة من النباتات الأفريقية: نهج في المختبر باستخدام Plasmodium falciparum. مجلة علم الأدوية الإثنية، 15: 2 201-209.
- أحمد الطاهر، جويريا م.اتش ساتي، سامي خالد (1999/3/1). النشاط المضاد للتشنج لنباتات طبية سودانية مختارة مع التركيز على Maytenus senegalensis (Lam. ) اكسل. مجلة علم الأدوية الإثنية، 64: 3227-233.
- أحمد الطاهر، جويريا م.اتش ساتي، سامي خالد (1999/9). نشاط مضاد للتشنج لنباتات طبية سودانية مختارة مع التركيز على أكاسيا نيلوتيكا. بحوث العلاج بالنباتات: مجلة دولية مكرسة للتقييم الدوائي والسموم لمشتقات المنتجات الطبيعية، 13: 6474-478.